# Lekkoatletyka na Letnich Igrzyskach Olimpijskich 1956 – sztafeta 4 × 400 m mężczyzn
Sztafetę 4 × 400 metrów mężczyzn podczas XVI Letnich Igrzysk Olimpijskich w Melbourne rozegrano 30 listopada (eliminacje) i 1 grudnia 1956 (półfinały i finał) na  stadionie Melbourne Cricket Ground. Zwycięzcą została sztafeta Stanów Zjednoczonych, która biegła w składzie: Louis Jones, Jesse Mashburn, Charlie Jenkins i Tom Courtney.

## Rekordy
|                   | Reprezentacja | Zawodnicy                                               | Czas   | Data               | Miejsce  |
| ----------------- | ------------- | ------------------------------------------------------- | ------ | ------------------ | -------- |
| Rekord świata     | Jamajka       | Arthur Wint, Leslie Laing, Herb McKenley, George Rhoden | 3:03,9 | 27 lipca 1952(dts) | Helsinki |
| Rekord olimpijski | Jamajka       | Arthur Wint, Leslie Laing, Herb McKenley, George Rhoden | 3:03,9 | 27 lipca 1952(dts) | Helsinki |

## Wyniki
| Poz. - pozycja |
| – rekord świata \| – rekord krajowy \| – rekord życiowy \| = – wyrównany rekord życiowy \| · – najlepszy wynik w sezonie \| = – wyrównany najlepszy wynik w sezonie \| – rekord olimpijski |
| Fn – falstart \| DNF – nie ukończyła \| DNS – nie wystartowała \| DSQ – zdyskwalifikowana                                                                                                  |

### Eliminacje
15 sztafet przystąpiło do biegów eliminacyjnych. Rozegrano trzy biegi. Do finału awansowały po dwie najlepsze sztafety w każdym biegu (Q).

#### Bieg 1
| Poz. | Państwo           | Zawodnicy                                                      | Rezultat | Uwagi |
| ---- | ----------------- | -------------------------------------------------------------- | -------- | ----- |
| 1    | Kanada            | Laird Sloan, Doug Clement, Murray Cockburn, Terry Tobacco      | 3:10,6   | Q     |
| 2    | Stany Zjednoczone | Louis Jones, Jesse Mashburn, Charlie Jenkins, Tom Courtney     | 3:10,6   | Q     |
| 3    | Czechosłowacja    | Jaroslav Jirásek, Václav Janeček, Vilém Mandlík, Josef Trousil | 3:10,8   |       |
| 4    | Finlandia         | Pentti Rekola, Ossi Mildh, Eero Kivelä, Voitto Hellsten        | 3:11,4   |       |

#### Bieg 2
| Poz. | Państwo   | Zawodnicy                                                                      | Rezultat | Uwagi |
| ---- | --------- | ------------------------------------------------------------------------------ | -------- | ----- |
| 1    | Niemcy    | Walter Oberste, Jürgen Kühl, Manfred Poerschke, Karl-Friedrich Haas            | 3:09,8   | Q     |
| 2    | Australia | Leon Gregory, John Goodman, Graham Gipson, Kevan Gosper                        | 3:10,4   | Q,    |
| 3    | Francja   | Jacques Degats, Jean-Paul Martin du Gard, Jean-Pierre Goudeau, Pierre Haarhoff | 3:11,8   |       |
| 4    | Japonia   | Kanji Akagi, Keiji Ogushi, Shigeharu Suzuki, Yoshitaka Muroya                  | 3:13,8   | [ 3 ] |
| 5    | Portoryko | Ovidio de Jesús, Ismael Delgado, Frank Rivera, Iván Rodríguez                  | 3:13,8   |       |
| 6    | Kolumbia  | Carlos Sierra, Guillermo Zapata, Alfonso Muñoz, Jaime Aparicio                 | 3:27,4   |       |

#### Bieg 3
| Poz. | Państwo         | Zawodnicy                                                            | Rezultat | Uwagi |
| ---- | --------------- | -------------------------------------------------------------------- | -------- | ----- |
| 1    | Wielka Brytania | John Salisbury, Michael Wheeler, Peter Higgins, Derek Johnson        | 3:08,8   | Q     |
| 2    | Jamajka         | Keith Gardner, George Kerr, Melville Spence, Malcolm Spence          | 3:11,0   | Q     |
| 3    | ZSRR            | Konstantin Graczow, Jurij Litujew, Anatolij Julin, Ardalion Ignatjew | 3:11,2   |       |
| 4    | Kolonia Kenii   | Kamau Wanyoke, Kiptalam Keter, Kibet Boit, Bartonjo Rotich           | 3:17,6   |       |
| 5    | Etiopia         | Ajanew Bayene, Beyene Legesse, Mamo Wolde, Abebe Hailou              | 3:30,0   |       |

### Finał
| Poz. | Państwo           | Zawodnicy                                                           | Rezultat | Uwagi |
| ---- | ----------------- | ------------------------------------------------------------------- | -------- | ----- |
| 1    | Stany Zjednoczone | Louis Jones, Jesse Mashburn, Charlie Jenkins, Tom Courtney          | 3:04,8   |       |
| 2    | Australia         | Leon Gregory, David Lean, Graham Gipson, Kevan Gosper               | 3:06,2   | [ 2 ] |
| 3    | Wielka Brytania   | John Salisbury, Michael Wheeler, Peter Higgins, Derek Johnson       | 3:07,2   | [ 4 ] |
| 4    | Niemcy            | Jürgen Kühl, Walter Oberste, Manfred Poerschke, Karl-Friedrich Haas | 3:08,2   |       |
| 5    | Kanada            | Laird Sloan, Doug Clement, Murray Cockburn, Terry Tobacco           | 3:10,2   |       |
| –    | Jamajka           | Keith Gardner, George Kerr, Malcolm Spence, Melville Spence         | DSQ      |       |